# All Over the Biscuits
All Over the Biscuits è un cortometraggio muto del 1915. Il nome del regista non viene riportato nei credit del film che, prodotto dalla Nestor e distribuito dall'Universal Film Manufacturing Company, aveva come interpreti Eddie Lyons, Lee Moran e Victoria Forde.

## Produzione
Il film fu prodotto dalla Nestor Film Company.

## Distribuzione
Distribuito dall'Universal Film Manufacturing Company, il film - un cortometraggio di una bobina - uscì nelle sale cinematografiche statunitensi il 2 febbraio 1915. In Danimarca, venne ribattezzato con il titolo De rædsomme Kager.